# Coucou (Kartenspiel)

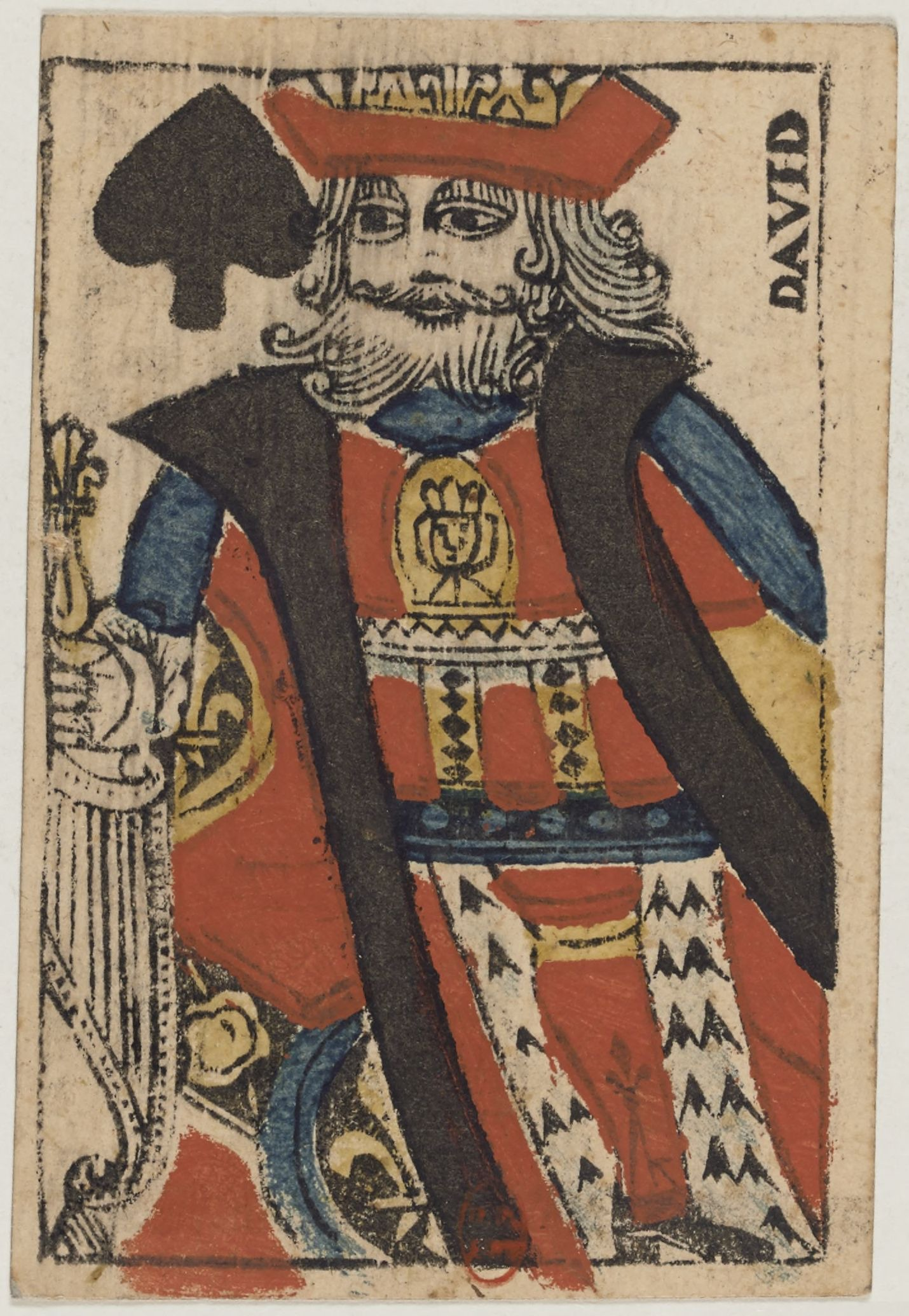
Wenn ein Spieler versucht, seine Karte gegen einen König einzutauschen, ruft der Besitzer des Königs „Coucou!“

Coucou („Kuckuck“) ist ein historisches französisches Kartenspiel, das mit 32 oder 52 Karten und von fünf bis zwanzig Spielern gespielt wird. Es ist ungewöhnlich, weil jeder nur eine einzige Karte auf der Hand bekommt. Da es sich um ein Ablegespiel handelt, gibt es nur einen Gewinner, der den Einsatz, falls vorhanden, einfordern kann. Das Spiel wird auch As Qui Court oder Hère genannt.

## Geschichte
Die ersten Hinweise auf das Spiel stammen aus dem frühen 16. Jahrhundert in Frankreich, wo es unter dem Namen Mécontent (auch Méscontent, Maucontent oder Malcontent) bekannt war und mit einem standarden Kartenblatt von 52 Karten gespielt wurde. Die ersten Regeln erscheinen 1690 unter dem Namen Hère bzw. 1721 als Coucou. Der Name As Qui Court taucht Mitte des 19. Jahrhunderts auf, aber der Name Coucou („Kuckuck“) blieb bestehen, und das Spiel wird in Frankreich noch heute unter diesem Namen gespielt.
Das Spiel gelangte 1881 als Ranter-Go-Round nach England, wird heute aber manchmal auch als Cuckoo bezeichnet.

## Spielkarten
Das Spiel verwendet einen normalen Satz von 52 Karten oder ein Piquet-Blatt mit 32 Karten (ohne 2er bis 6er), wenn weniger als sieben Spieler spielen. Die Farben sind nicht relevant; nur die Kartenwerte sind wichtig. Unabhängig davon, ob 32 oder 52 Karten verwendet werden, ist die niedrigste Karte immer das Ass und die höchste der König.

## Kartengeben
Der erste Kartengeber wird nach Absprache zwischen den Spielern ausgelost. Der Geber verteilt die Karten gegen den Uhrzeigersinn, beginnend mit der ersten Hand (Vorhand), dem Spieler rechts von ihm. Er gibt jedem eine Karte und bekommt als Geber drei Karten selbst.
Nachdem er die drei Karten eingesehen hat, behält der Geber die höchste und legt die beiden anderen verdeckt unter den Talon, den er zwischen den Geber und die Vorhand, die der nächste Geber wird, ablegt.
Zu diesem Zeitpunkt haben alle Spieler nur noch eine Karte.
Jeder erhält die gleiche Anzahl an Spielmarken zum Punktezählen, zum Beispiel fünf.

## Spielverlauf
Die Spieler sehen sich ihre Karten an; dann beginnt die Vorhand zum Spielen. Sie kann die ausgeteilte Karte behalten, wenn ihr Wert hoch genug ist. In diesem Fall sagt sie: „Ich behalte“. Dann ist ihr rechte Nachbar an der Reihe usw. Ist der Wert hingegen zu niedrig, kann die Karte mit der, des rechten Nachbarn, getauscht werden, wobei Vorhand sagt: „Ich tausche“. Der Nachbar kann den Tausch nicht ablehnen, es sei denn, er hat einen König. In diesem Fall sagt er (ohne die Karte aufzudecken) „Kuckuck!“ zur Vorhand, und es findet kein Tausch statt. Sagt der Nachbar nicht „Kuckuck“, müssen die beiden Spieler Karten tauschen.
Jeder Spieler tauscht nacheinander nach rechts. Der letzte Spieler links vom Geber tauscht keine Karte mit dem Geber, sondern die Karte auf dem Talon. Sollte diese Karte ein König sein, ist kein Kartentausch erlaubt.
Der Geber muss die zu Beginn gewählte Karte behalten, da er beim Geben aus den ersten drei Karten wählen durfte.
Nach Abschluss des Kartentauschs decken die Spieler ihre Karten auf, und die Spieler mit dem niedrigsten Kartenwert verlieren die Runde. Es kann auch sein, dass zwei od. mehrere Spieler verlieren, wenn sie die gleichen Kartenwerte haben. Jeder Verlierer wirft eine Marke in einen Korb. Hat ein Spieler keine Marken mehr, muss er aus dem Spiel ausscheiden. Die Anzahl der teilnehmenden Spieler nimmt somit mit fortschreitendem Spielverlauf ab, außer wenn alle Spieler den gleichen Kartenwert haben.

## Gewinn
Das Spiel endet, wenn nur noch ein Spieler im Spiel bleibt und alle anderen ausgeschieden sind. Er gewinnt das Spiel und erhält die vereinbarten Spielmarken.
Wird das Spiel um Einsätze gespielt, zahlt jeder zu Beginn einen vereinbarten Geldbetrag in einen Korb. Der so gebildete Pool bildet den Einsatz, den der Gewinner erhält. Je größer die Anzahl der Spieler zu Beginn des Spiels, desto höher der Einsatz. Das bedeutet, dass der Gewinner bei „Cuckoo“ in der Regel einen beträchtlichen Betrag gewinnt, während die anderen Teilnehmer nur relativ geringe Beträge verlieren.
Das geringe finanzielle Risiko und die Einfachheit des Spiels veranlassten Lebrun (1828), Coucou als „Unterhaltungsspiel“ zu klassifizieren.

## Spieldauer
Die Spieldauer hängt zum Teil davon ab, wie schnell die einzelnen Karten ausgeteilt werden, und zum Teil von der Anzahl der Spieler. In der Literatur wird beispielsweise von einer Dreiviertelstunde Spieldauer gesprochen.

## Weitere Namen

### As Qui Court
Der Name „As Qui Court“ („laufendes Ass“, wörtlich „Ass, das laüft“) ist jünger als „Coucou“ und taucht in der Literatur erst um die Mitte des 18. Jahrhunderts auf. Der Name kommt daher, dass das Ass als niedrigste Karte von Hand zu Hand weitergegeben wird, bis es in den Talon zurückkehrt, sofern es nicht von einem König blockiert wird.
Laut Méry (1847) besteht der einzige Unterschied zwischen As Qui Court und Coucou darin, dass ein Spieler, der einen König auf der Hand hält, den Tausch wie bei Coucou ablehnen kann, aber statt „Kuckuck!“ zu rufen, den König aufdeckt. Mérys Regeln für As Qui Court weisen jedoch auch die folgenden drei wesentlichen Unterschiede zu den Coucou-Regeln in den Kompendien L'Académie des Jeux aus dem 18. Jahrhundert und den Regeln nach Lacombe (1792) auf:
- Der Geber nimmt nur eine statt drei Karten;
- Der Spieler links vom Geber tauscht mit dem Geber;
- Der Geber kann diese Karte nur mit dem Talon tauschen und nur, wenn er vom vorherigen Spieler ein Ass erhalten hat; also Geber zu sein ist nun ein Nachteil.

### Hère
Während der Name Coucou in den Nachschlagewerken des 18. Jahrhunderts – der Académie Universelle des Jeux und dem Dictionnaire des Jeux – übernommen wurde, wird er im Wörterbuch der Académie Française nie erwähnt, sondern bevorzugt die Bezeichnung „Hère“.
Laut Lalanne lässt sich aufgrund fehlender Details nicht mit Sicherheit feststellen, ob sich die in der Erstausgabe des Wörterbuchs der Académie Française von 1694 unter dem Namen „Hère“ erwähnte „Kartenspielart“ auf Coucou oder ein anderes Spiel bezieht. In der Ausgabe von La Plus Nouvelle Académie Universelle des Jeux von 1721 entspricht das Kartenspiel namens „Hère“ in keiner Weise Coucou, sondern eher einem Kombinationsspiel, das möglicherweise dem modernen Poker ähnelt. Dieses „Hère“ verschwindet in der Ausgabe von 1725 der Académie Universelle des Jeux, und Coucou taucht dort auf. Andererseits beseitigt die vierte Ausgabe desselben Wörterbuchs von 1762 die Mehrdeutigkeit teilweise, indem sie präzisiert, dass sich „Hère“ auf ein Kartenspiel bezieht, bei dem nur einer der Spieler gewinnt. Die fünfte Ausgabe von 1798 greift die vorherige Definition auf und sagt: „Dieses Spiel wird auch As Qui Court genannt.“
Furétiere beschreibt „Here“ in der Ausgabe des Dictionnaire Universel von 1690 kurz als ein Spiel, bei dem jeder Spieler nur eine Karte erhält und diese mit seinem Nachbarn tauschen kann. Der Spieler mit der niedrigsten Karte verliert. „Here“ ist auch der Name eines Asses, das ein Spieler auf der Hand behält und das Spiel verliert. Es wird als „das Spiel der Väter“ beschrieben, weil sie es schon mit den kleinsten Kindern spielen.
Lebrun (1828) beschreibt nicht L'As Qui Court, sondern einfach Coucou nach den traditionellen Regeln. In einer Fußnote weist der Autor darauf hin, dass Coucou auch „Her“ genannt wird. Er gibt an, dass ein Spieler, wenn er einen König erhält, nicht „Kuckuck!“, sondern „Her!“ sagt.